# Браян (Техас)
Браян (англ. Bryan) — місто (англ. city) в США, в окрузі Бразос штату Техас. Населення — 83 980 осіб (2020).

## Географія
Браян розташований за координатами 30°40′0″ пн. ш. 96°21′56″ зх. д. / 30.66667° пн. ш. 96.36556° зх. д. (30.666575, -96.365520).  За даними Бюро перепису населення США в 2010 році місто мало площу 115,26 км², з яких 115,03 км² — суходіл та 0,23 км² — водойми.

### Клімат
| Клімат : Браян          | Клімат : Браян | Клімат : Браян | Клімат : Браян | Клімат : Браян | Клімат : Браян | Клімат : Браян | Клімат : Браян | Клімат : Браян | Клімат : Браян | Клімат : Браян | Клімат : Браян | Клімат : Браян | Клімат : Браян |
| Показник                | Січ.           | Лют.           | Бер.           | Квіт.          | Трав.          | Черв.          | Лип.           | Серп.          | Вер.           | Жовт.          | Лист.          | Груд.          | Рік            |
| Абсолютний максимум, °C | 30,0           | 37,2           | 34,4           | 34,4           | 37,8           | 40,0           | 42,8           | 42,2           | 41,1           | 36,7           | 31,7           | 30,0           | 42,8           |
| Середній максимум, °C   | 16,1           | 18,9           | 22,8           | 26,1           | 29,4           | 33,3           | 35,6           | 35,6           | 32,8           | 27,8           | 21,7           | 17,2           | 26,5           |
| Середній мінімум, °C    | 4,4            | 6,7            | 10,0           | 13,9           | 18,3           | 22,2           | 23,3           | 22,8           | 20,6           | 15,0           | 9,4            | 5,6            | 14,4           |
| Абсолютний мінімум, °C  | −13,9          | −10            | −8,3           | −2,2           | 5,6            | 11,7           | 14,4           | 15,6           | 6,7            | −1,7           | −7,2           | −16,7          | −16,7          |
| Норма опадів, мм        | 84             | 60             | 72             | 81             | 128            | 96             | 49             | 67             | 99             | 107            | 81             | 82             | 1008           |
| ----------------------- | -------------- | -------------- | -------------- | -------------- | -------------- | -------------- | -------------- | -------------- | -------------- | -------------- | -------------- | -------------- | -------------- |
| Джерело: weather.com    |                |                |                |                |                |                |                |                |                |                |                |                |                |

## Демографія
Згідно з переписом 2010 року, у місті мешкала 76 201 особа в 27 725 домогосподарствах у складі 16 702 родин. Густота населення становила 661 особа/км².  Було 30582 помешкання (265/км²).
Расовий склад населення:
| - 64,2 % — білих - 18,0 % — чорних або афроамериканців - 1,7 % — азіатів - 0,6 % — корінних американців - 0,1 % — вихідців з тихоокеанських островів - 12,8 % — осіб інших рас |

До двох чи більше рас належало 2,6 %. Частка іспаномовних становила 36,2 % від усіх жителів.
За віковим діапазоном населення розподілялося таким чином: 25,6 % — особи молодші 18 років, 65,3 % — особи у віці 18—64 років, 9,1 % — особи у віці 65 років та старші. Медіана віку мешканця становила 28,5 року. На 100 осіб жіночої статі у місті припадало 100,8 чоловіків;  на 100 жінок у віці від 18 років та старших — 100,3 чоловіків також старших 18 років.
Середній дохід на одне домашнє господарство  становив 55 701 долар США (медіана — 40 312), а середній дохід на одну сім'ю — 67 097 доларів (медіана — 51 131). Медіана доходів становила 36 293 долари для чоловіків та 30 369 доларів для жінок. За межею бідності перебувало 24,8 % осіб, у тому числі 31,8 % дітей у віці до 18 років та 13,8 % осіб у віці 65 років та старших.
Цивільне працевлаштоване населення становило 37 850 осіб. Основні галузі зайнятості: освіта, охорона здоров'я та соціальна допомога — 26,8 %, роздрібна торгівля — 11,9 %, мистецтво, розваги та відпочинок — 11,5 %.